# Samantha Smith
Pour les articles homonymes, voir Samantha Smith (homonymie) et Smith.
Samantha Reed Smith, de son nom complet, née le 29 juin 1972 à Houlton (Maine) et morte le 25 août 1985, à 13 ans, à Auburn (dans le même État), est une écolière, enfant actrice et militante américaine originaire de la région de Manchester, dans l’État du Maine.
Samantha doit sa célébrité à une lettre qu’elle écrit à Iouri Andropov, le secrétaire-général du Parti communiste de l'Union soviétique : ce dernier lui fait parvenir une réponse contenant une invitation personnelle à visiter l’Union soviétique, que Samantha accepta. Elle est surnommée la « plus jeune ambassadrice d’Amérique » aux États-Unis, et l'« ambassadrice de bonne volonté » en Union soviétique. Entourée dès lors d’une grande attention médiatique, l’écolière se charge de promouvoir la paix dans le monde, écrit un livre et se lance dans une série télévisée. Samantha perd la vie en 1985 dans un accident d’avion.

## Biographie

### Enfance
Samantha Reed Smith, née le 29 juin 1972 à Houlton dans le Maine, y vécut la première partie de sa vie avec ses parents, Arthur et Jane. D’une nature ouverte, l’enfant aimait le hockey sur gazon, le patin à roulettes, la lecture, les disciplines scientifiques et jouait par ailleurs dans l’équipe de softball de son école. Dès l’âge de cinq ans, elle eut l’idée d’écrire une lettre à la reine Élisabeth II d’Angleterre pour lui apprendre qu’elle l’aimait beaucoup. En 1980, alors que Samantha sortait tout juste de CE1, sa famille déménagea à Manchester, une ville dont la jeune fille fréquentera le collège. Son père enseignait la littérature et l’écriture à l’université du Maine, à Augusta, et sa mère occupait un emploi d’assistante sociale au Département des services sociaux de l’État, dans la même ville.
Plus tard, la mère de Samantha raconta la manière dont les évènements s’étaient ensuite déroulés : après l’accession de Iouri Andropov au sommet de la hiérarchie soviétique en novembre 1982, la plupart des journaux et des magazines américains firent leur couverture avec son portrait et lui dédièrent de nombreux articles, pour la plupart assez critiques au sujet de sa vision du pouvoir et de la menace potentielle qu’il représentait pour le monde. Cette période était par ailleurs celle des manifestations massives contre le nucléaire en Europe et en Amérique du Nord, et la chaîne ABC venait juste de diffuser son téléfilm Le Jour d'après (The Day After), qui jouait sur l’hypothèse d’une guerre atomique. Parallèlement, le président Ronald Reagan avait aussi abandonné l’idée d’une détente entre les deux blocs en déployant des missiles Pershing II en Europe. L’Union soviétique, quant à elle, était engagée depuis trois ans déjà dans la guerre d'Afghanistan, ce qui contribuait aux tensions internationales.
C’est un article de l’hebdomadaire Time, probablement daté du 22 novembre 1982, qui tomba sous les mains de Samantha. « Puisque les gens ont si peur de lui, dit-elle à sa mère, pourquoi est-ce que personne ne lui envoie une lettre pour savoir s’il veut une guerre ou pas ? ». « Pourquoi ne le ferais-tu pas ? », lui répliqua sa mère.

### L’échange de lettres
En novembre 1982, alors que Samantha était en CM2, elle écrivit au dirigeant soviétique Iouri Andropov, tâchant de comprendre pourquoi les relations américano-soviétiques étaient si tendues :
Cher M. Andropov, 
Je m’appelle Samantha Smith. J’ai dix ans. Félicitations pour votre nouvelle fonction. Je me suis inquiétée à propos d’une guerre nucléaire entre la Russie et les États-Unis. Est-ce que vous allez voter pour avoir une guerre ou pas ? Si vous ne le voulez pas, dites-moi s’il vous plaît comment vous allez faire pour qu’il n’y ait pas de guerre. Une autre question à laquelle vous n’êtes pas obligé de répondre, c’est que j’aimerais savoir pourquoi vous voulez conquérir le monde ou au moins notre pays. Dieu a fait le monde pour que nous y vivions ensemble dans la paix, pas pour nous combattre.
Bien à vous, 
Samantha Smith
Sa lettre fut publiée dans le journal soviétique La Pravda, et le 25 avril 1983, elle reçut une réponse d’Andropov :
 Chère Samantha, 
J’ai bien reçu ta lettre, qui ressemble à tant d’autres m’étant parvenues de ton pays et d’autres pays à travers le monde.
Il me semble – à en juger par ta lettre – que tu es une fille courageuse et honnête, semblable à Becky, l’amie de Tom Sawyer dans le célèbre livre de ton compatriote Mark Twain. Ce livre est connu et apprécié aussi dans notre pays par tous les petits garçons et toutes les petites filles.
Tu écris que tu es inquiète de l’éventualité d’une guerre nucléaire entre nos deux pays. Et tu demandes si nous allons faire quelque chose pour que la guerre n’éclate pas.
Ta question est la plus importante parmi celles que tout homme sensé peut poser. Je vais te répondre avec sérieux et honnêteté.
Oui, Samantha, nous en Union soviétique tâchons de tout faire pour qu’il n’y ait pas de guerre sur Terre. C’est ce que veut tout Soviétique. C’est ce que le grand fondateur de notre État, Vladimir Lénine, nous a enseigné.
Les Soviétiques savent à quel point la guerre est une chose terrible. Il y a quarante-deux ans, l’Allemagne nazie, qui visait à la suprématie mondiale, a attaqué notre pays, brûlé et détruit plusieurs milliers de nos villes et villages, tué des millions d’hommes, de femmes et d’enfants.
Dans cette guerre, qui se termina par notre victoire, nous étions alliés avec les États-Unis : ensemble nous avons lutté pour la libération de nombreux peuples face aux envahisseurs nazis. J’espère que tu sais tout cela grâce à tes cours d’histoire à l’école. Et aujourd’hui nous voulons ardemment vivre en paix, commercer et coopérer avec tous nos voisins sur cette planète, qu’ils soient proches ou éloignés. Y compris bien entendu avec un aussi grand pays que les États-Unis d’Amérique.
En Amérique et dans notre pays il y a des armes nucléaires – de terribles armes pouvant tuer des millions de gens en un instant. Mais nous ne voulons jamais avoir à les utiliser. C’est précisément la raison pour laquelle l’Union soviétique a solennellement déclaré à travers le monde entier que jamais – jamais – elle n’utiliserait ses armes nucléaires en premier contre aucun pays. De manière générale nous proposons de mettre un terme à leur production et de procéder à la suppression de tous les stocks existants.
Il me semble que cela suffit à répondre à ta deuxième question : « Pourquoi voulez-vous faire la guerre au monde entier ou au moins aux États-Unis ? » Nous ne voulons rien de ce genre. Personne dans ce pays – ni les ouvriers et les paysans, ni les écrivains et les médecins, ni les adultes et les enfants, ni les membres du gouvernement – ne veut d’une guerre, grande ou petite.
Nous voulons la paix – et nous avons d’autres occupations : faire pousser du blé, construire et inventer, écrire des livres et s’envoler dans l’espace. Nous voulons la paix pour nous-mêmes et pour tous les peuples de cette planète. Pour nos enfants et pour toi, Samantha.
Je t’invite, si tes parents sont d’accord, à venir dans notre pays, l’été étant la meilleure saison. Tu découvriras notre pays, tu rencontreras des jeunes gens de ton âge en visitant un camp international pour enfants – Artek – au bord de la mer. Et tu le constateras par toi-même : en Union soviétique, chacun est pour la paix et l’amitié entre les peuples.
Merci pour ta lettre. Je te souhaite le meilleur dans la vie.
I. Andropov

### Un succès mondial
Une véritable fièvre médiatique s’ensuivit, avec l’interview de Samantha par de célèbres journalistes comme Ted Koppel et Johnny Carson ou des reportages dans les journaux télévisés de toutes les grandes chaînes. Le 7 juillet 1983, la jeune fille s’envola pour Moscou en compagnie de ses parents, et fut pendant deux semaines l’invitée d’Andropov. Au cours de son voyage, elle fit la visite de Moscou et de Leningrad (aujourd’hui Saint-Pétersbourg), passa quelque temps en Crimée à Artek, le principal camp soviétique de pionniers. Même si Andropov, déjà sérieusement malade, ne fut pas en mesure de la rencontrer, ils purent néanmoins converser au téléphone. Samantha rapporte dans son livre qu’à Leningrad, elle et ses parents furent stupéfaits par l’accueil chaleureux des habitants et par les cadeaux que leur firent de nombreuses personnes. Lors d’une conférence de presse tenue à Moscou, Samantha dira ensuite des Russes qu’ils sont « tout comme nous ».
À Artek, Samantha préféra rester avec les enfants soviétiques plutôt que de profiter du logement spécial qui lui était offert. Par souci de faciliter la communication, les professeurs et les enfants ayant la meilleure maîtrise de l’anglais furent désignés pour occuper les logements voisins. Au cours de son séjour dans le dortoir, qu’elle partageait avec neuf autres jeunes filles, Samantha s’occupa en faisant de la natation, en discutant et en apprenant des chansons et des danses russes. Elle se fit de nombreuses amies, notamment Natacha Kachirina, qui était originaire de Leningrad et savait s’exprimer couramment en anglais.
Les médias soviétiques suivirent chaque étape du voyage – des photographies et des articles la concernant furent publiés par les principaux journaux et magazines soviétiques tout au long de son séjour et même ensuite. Samantha devint très vite célèbre auprès des citoyens soviétiques, qui la considéraient pour la plupart d’un œil favorable.
Le retour de Samantha aux États-Unis, le 22 juillet 1983, fut fêté par la population du Maine, et sa popularité continua à croître dans son pays natal. Elle devint progressivement une militante de la paix, en animant par exemple en 1984 une émission sur la politique spécialement destinée aux enfants, pour le compte de Disney. Elle se rendit également au Japon avec sa mère, où elle rencontra le Premier ministre Yasuhiro Nakasone et assista au Colloque International de l’Enfance à Kobe. Dans le discours qu’elle tint à l’occasion de ce colloque, elle émit la proposition que les dirigeants soviétiques et américains échangent leurs petites-filles deux semaines tous les ans, faisant valoir qu’un président « ne voudrait pas envoyer une bombe sur un pays où sa petite-fille serait en visite ».
Samantha rédigea plus tard un livre intitulé Voyage en Union soviétique (Journey to the Soviet Union) et se lança dans une carrière de jeune actrice, en partageant la vedette avec Robert Wagner dans une série télévisée appelée Lime Street. Bien que la plupart des Américains aient considéré l’aventure de la jeune fille avec intérêt, une partie de la population, dont beaucoup d’émigrants russes arrivés aux États-Unis des années 1930 à 1950, se montrèrent plus critiques au sujet de ce voyage, y voyant la manipulation d’une enfant dans un but de propagande.

### Décès et funérailles

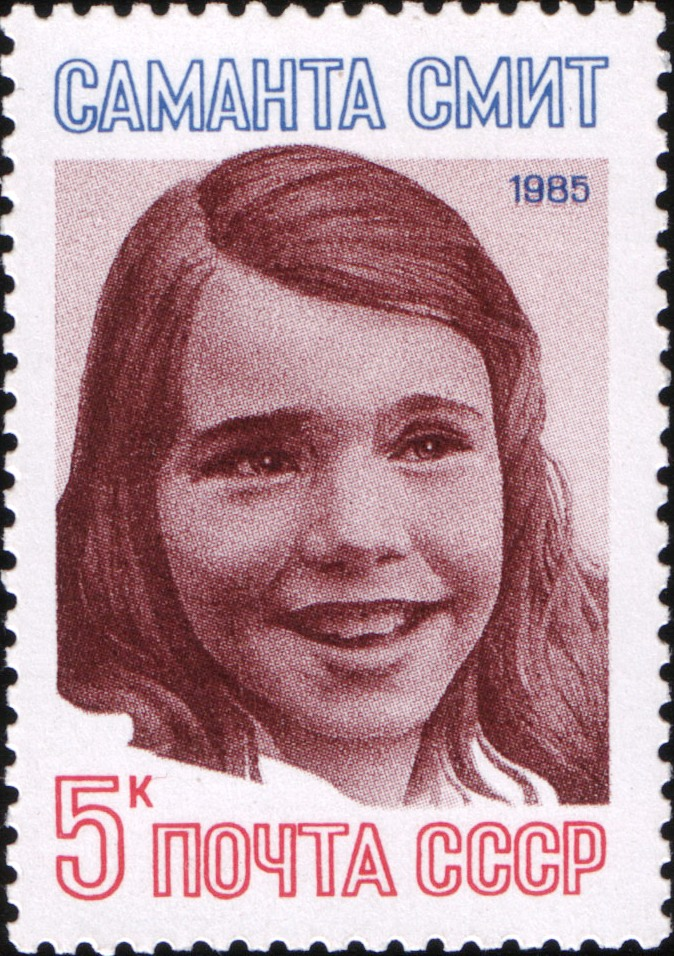
Timbre soviétique édité en hommage à Samantha Smith, en 1985.

Samantha perdit la vie au cours de l’été 1985, au retour du tournage d’un épisode de Lime Street, lorsque son avion manqua la piste d’atterrissage d’Auburn dans le Maine et s’écrasa en tuant toutes les personnes à bord (six passagers – dont Samantha et son père – et deux membres d’équipage). L’avion, un Beechcraft 99, appartenait à la Bar Harbor Airlines (en). L’origine de l’accident fit par la suite l’objet de nombreuses spéculations, certains allant jusqu’à accuser la CIA ou le KGB avec l’hypothèse que la popularité croissante de la jeune fille aurait pu commencer à affecter d’importantes décisions politiques et militaires dans les deux pays. Une enquête fut ouverte aux États-Unis, et les conclusions du rapport, qui ne retenaient pas cette hypothèse, furent rendues publiques.
Comme il est précisé dans le rapport, l’accident survint à environ 22 h 05 (heure locale), le point d’impact étant situé à 1,6 km au sud-ouest de l’aéroport d’Auburn. Le texte poursuit en indiquant que « l’angle de vol relativement abrupt de l’avion, ainsi que son altitude et sa vitesse, excluaient toute chance de survie pour ses occupants ». Le rapport retient que la nuit de l’accident était particulièrement sombre et pluvieuse, que les pilotes étaient inexpérimentés et qu’une erreur d’un radar au sol, assez courante mais habituellement sans gravité, avaient précipité la catastrophe.
Environ un millier de personnes assistèrent aux cérémonies de funérailles de Samantha à Augusta (Maine), un nombre de personnes curieusement peu important, vu la médiatisation de la jeune fille, y compris l'acteur Robert Wagner et un envoyé de l’ambassade soviétique Vladimir Koulaguine qui y lut un message de condoléances de la part de Mikhaïl Gorbatchev. Aucun représentant du gouvernement américain, en revanche, ne fit acte de présence, ni le gouverneur du Maine, ce qui fit scandale dans l'opinion publique. Samantha et son père furent enterrés près de Houlton, la ville natale de la jeune fille.

## Hommages

### URSS
L’Union soviétique émit un timbre commémoratif à l’effigie de Samantha. Un diamant, une culture de tulipes et de dahlias, un navire de passagers et une montagne furent également nommés en l’honneur de Samantha Smith. Un monument lui fut érigé à Moscou.
Lorsque l’astronome soviétique Lioudmila Tchernykh découvrit l’astéroïde no 3147, elle le baptisa (3147) Samantha.

### États-Unis
La mère de Samantha fonda la Samantha Smith Foundation en octobre 1985, afin d’encourager les échanges universitaires entre les États-Unis et l’Union soviétique. La fondation fonctionna jusqu’en 1995.
Une loi de l’État du Maine a fait du premier lundi de juin de chaque année la « Journée Samantha Smith » (Samantha Smith Day). La ville d’Augusta a par ailleurs érigé une statue à Samantha près du musée officiel de l’État (Capitole), sur laquelle la jeune fille est représentée en train de libérer une colombe tandis qu’un ourson, symbolisant à la fois le Maine et la Russie, se repose à ses pieds.
Deux écoles ont en souvenir reçut son nom : la Samantha Smith Elementary (école primaire dans l'État de Washington) ainsi que P.S. 182 Samantha Smith (école publique à New York, état de New-York).
Un film sur la vie de Samantha Smith fut souvent évoqué par des professionnels de Hollywood, surtout entre 1985 et 1990, mais le projet n'aboutit pas. L'histoire était peut-être trop récente, et l'URSS était en train de disparaître, ce qui arrivera en décembre 1991.

### Fédération de Russie
Après l’effondrement de l’Union soviétique en 1991, la couverture médiatique de tous les événements liés à Samantha Smith connut un terme en Russie. Le monument construit en son honneur à Moscou fut dérobé en 2003 par des voleurs intéressés par la valeur du métal. Plusieurs interviews de la mère de Samantha, Jane Smith, furent néanmoins publiées dans les journaux russes au début des années 2000, et de nombreuses personnes en Russie se souviennent encore de la jeune fille. En 2003, Valentin Vaulin, un retraité vivant à Voronej, lui édifia un monument sans aucune aide du gouvernement.

### Autre
En 1985, le musicien Per Nørgård a écrit le concerto pour alto Remembering Child en sa mémoire.
La carte no 109 « Yuri et Samantha » du jeu de stratégie Twilight Struggle (en) de GMT Games concerne l'évènement de la lettre de Samantha Smith à Iouri Andropov.

## Documentaire
- (fr) Une petite partie lui est consacré dans Amour, haine et propagande (4/4), La Guerre froide : Guerre des mots, diffusé à 20 h sur Radio Canada le 22 décembre 2011.
- (en) Disney Channel a produit avec elle un documentaire le 19 février 1984 intitulé Samantha Smith Goes to Washington: Campaign '84 (1984).
- (fr) Canal + Documentaire La petite fille et la paix  de Yannick Adam de Villiers (2023).